# Élections générales espagnoles de 1920
Les élections générales espagnoles de 1920 sont les élections à Cortès tenues en Espagne le dimanche 19 décembre 1920, au suffrage universel masculin. Il s'agit des 18es élections sous l’égide de la Constitution de 1876, les 19es et avant-dernières de la Restauration.
Comme lors de toutes les élections de cette période, elles donnent la majorité au parti nouvellement nommé au gouvernement, en l'occurrence le Parti conservateur, gouvernement présidé par Eduardo Dato. Le résultat était en effet en grande partie déterminé à l'avance (« encasillado ») grâce à la fraude électorale systématique réalisée via le réseau de caciques déployé sur tout le territoire. En effet, dans le régime politique de la Restauration, les gouvernements changeaient avant les élections et non après, comme c'est normalement le cas dans un régime parlementaire,,.
Les élections sont marquées par l'extrême faiblesse du système politique et les grands troubles sociaux dus à la guerre du Rif et aux émeutes de Barcelone . Le Parti libéral était dirigé par Manuel García Prieto .
La majorité conservatrice permet aux principaux dirigeants de ce parti d'occuper les principales magistratures de l'État. José Sánchez Guerra a été nommé président du Congrès des députés et Joaquín Sánchez de Toca y Calvo a été président du Sénat .
Entre 1920 et 1921, la violence anarchiste s'intensifie à Barcelone, ce qui conduit à la répression militaire du général Severiano Martínez Anido, gouverneur militaire de la ville, et enfin, à l' assassinat du président Dato le 8 mars 1921 . Dato sera remplacé par Manuel Allendesalazar, un conservateur cervista, qui abandonne le gouvernement en juillet de la même année en raison du « désastre » d'Anoual . Un gouvernement de concentration nationale est alors formé, regroupant les conservateurs, les libéraux de Romanones et la Lliga Regionalista, et dirigé par Antonio Maura, dont le but est de s'occuper du problème au Maroc. José Sánchez Guerra forme un nouveau gouvernement en mars 1922 avec le soutien de la majorité des conservateurs et des mauristes avec la Lliga, mais il est finalement démis de ses fonctions sur ordre du roi Alphonse XIII après qu'il a autorisé le Congrès à enquêter sur le résultat du dossier Picasso, qui attribue la débâcle militaire au général Berenguer. Le roi nomme ensuite García Prieto président et autorise la convocation de nouvelles élections afin de donner une majorité parlementaire aux libéraux.

## Composition du Congrès après les élections
| ← Élections générales en Espagne, 13 décembre 1920 → |        |                                |
| Parti/faction                                        | sièges | leader                         |
| Parti conservateur                                   | 216    | Eduardo Dato                   |
| Conservateurs                                        | 153    |                                |
| Conservateurs cervistas                              | 22     | Juan de la Cierva y Peñafiel   |
| Conservateurs mauristes                              | 19     | Antonio Maura                  |
| conservateurs datistas                               | 18     | Eduardo Dato                   |
| conservateurs indépendants                           | 4      |                                |
| Parti libéral                                        | 121    | Manuel García Prieto           |
| démocrates libéraux                                  | 62     | Manuel García Prieto           |
| libéraux                                             | 30     | Álvaro de Figueroa (Romanones) |
| gauche libérale                                      | 20     | Santiago Alba Bonifaz          |
| libéraux agraires                                    | 5      | Rafael Gasset Chinchilla       |
| libéraux d'Alcalá-Zamora                             | 4      | Niceto Alcalá-Zamora           |
| Ligue régionaliste                                   | 15     | Francesc Cambó                 |
| Parti réformiste                                     | 9      | Melquíades Álvarez             |
| Parti républicain radical                            | 4      | Alejandro Lerroux              |
| Parti socialiste ouvrier espagnol                    | 4      | Pablo Iglesias                 |
| Communion nationaliste basque                        | 1      |                                |
| Parti catholique traditionaliste                     | 1      | Juan Vázquez de Mella          |
| Agrariens                                            | 1      |                                |
| Parti intégriste                                     | 1      | Manuel Senante                 |
| divers républicains                                  | 9      | Francesc Layret Francesc Macià |
| Autres, indépendants ou indéfinis                    | 23     |                                |
| postes vacants                                       | 32     |                                |
| Total                                                | 437    |                                |